# Pau Montaña

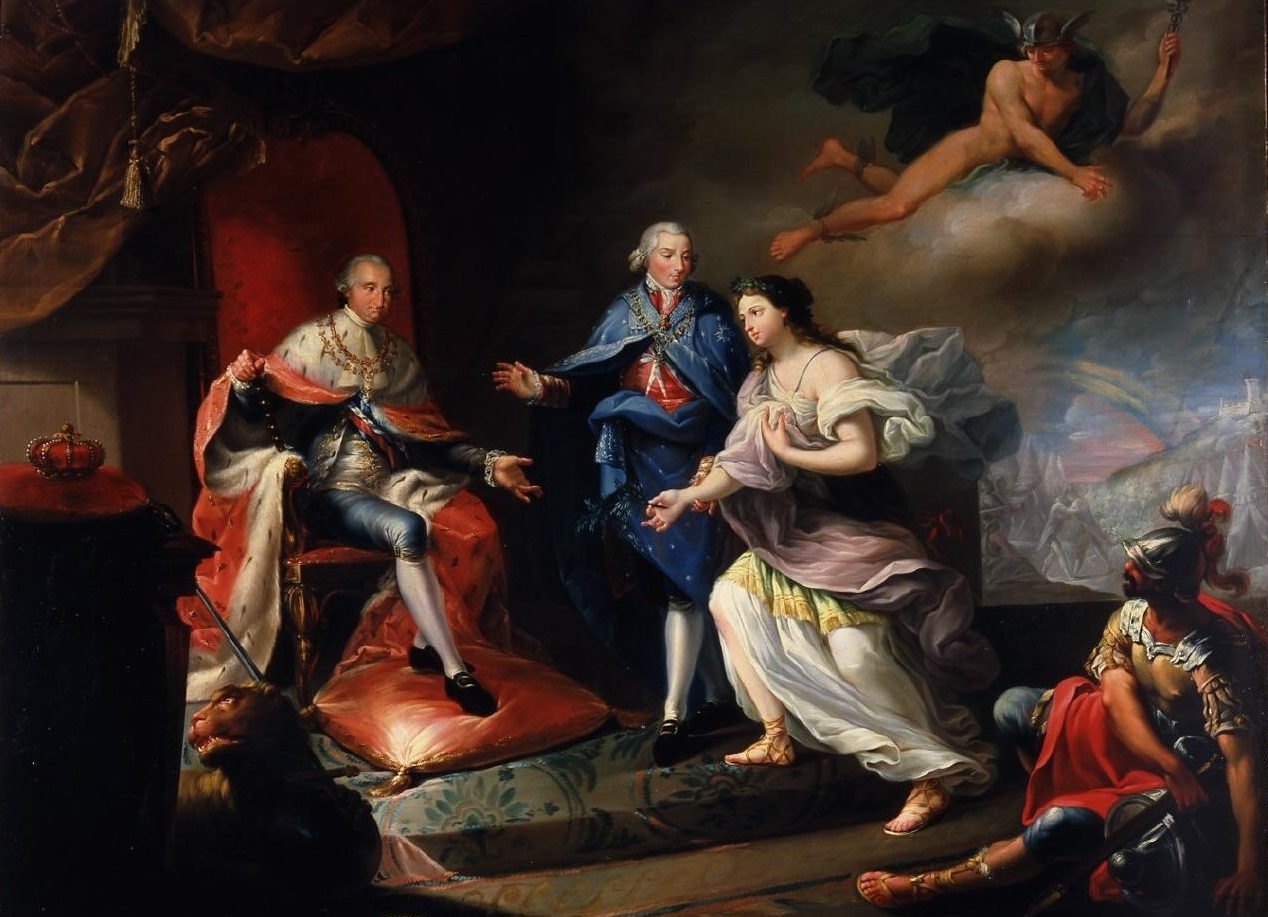
Godoy presenta la Paz a Carlos IV (Alegoría de la paz de Basilea), 1796, óleo sobre lienzo, 127 x 169 cm, Madrid, Real Academia de Bellas Artes de San Fernando.

Pau Montaña Cantó (Barcelona, 1775-Olot, Gerona, 1801) fue un pintor español, hijo de Pere Pau Muntanya.
Gracias a la Junta de Comercio de Barcelona y merced a la intervención de su padre, un conocido profesor de la Escuela Gratuita de Diseño de la Llotja, marchó becado a Madrid con 18 años. En Madrid estudió con Mariano Salvador Maella y completó su formación copiando algunas de las obras maestras conservadas en el Monasterio de El Escorial, en el Palacio Real y en colecciones particulares. En 1796 ganó la segunda medalla de primera clase en los premios de pintura convocados para ese año por la Real Academia de Bellas Artes de San Fernando, en los que para la «prueba de pensado» los participantes debían presentar un óleo cuyo tema fuese:

El rey [Carlos IV] desde su solio presenta los brazos a la Paz, la qual viene gozosa a abrazarse estrechamente con S.M. El Príncipe de la Paz, como instrumento de la concordia de España y Francia, conduce de la mano a la Diosa para que suba al Trono Regio, mirándose mutuamente los tres personajes con rostro halagüeño. Mercurio, en quien alegóricamente se figura representado el plenipotenciario español Don Domingo de Yriarte, dexa la tierra y con rápido vuelo se remonta al alto empíreo a anunciar la Paz ajustad y concluida en Basilea entre ambas Potencias. Divísanse en alguna distancia los Exércitos y Generales Españoles y Franceses ya depuestas las armas, y descansando tranquila y amistosamente de sus pasadas fatigas.

En la prueba de repente el tema elegido por sorteo fue «La muerte de San Juan Bautista». Resultó ganador del premio de primera clase José Aparicio, con catorce votos de los diecinueve vocales presentes, por dos de Montaña, que en la segunda votación se impuso con diez votos al resto de los concursantes. En la Academia de Bellas Artes se conservan tanto la pintura al óleo como el abocetado dibujo a tinta, pluma y aguada, técnica empleada también en un dibujo preparatorio de la Paz de Basilea conservado en el MNAC donde ingresó con la colección Casellas.

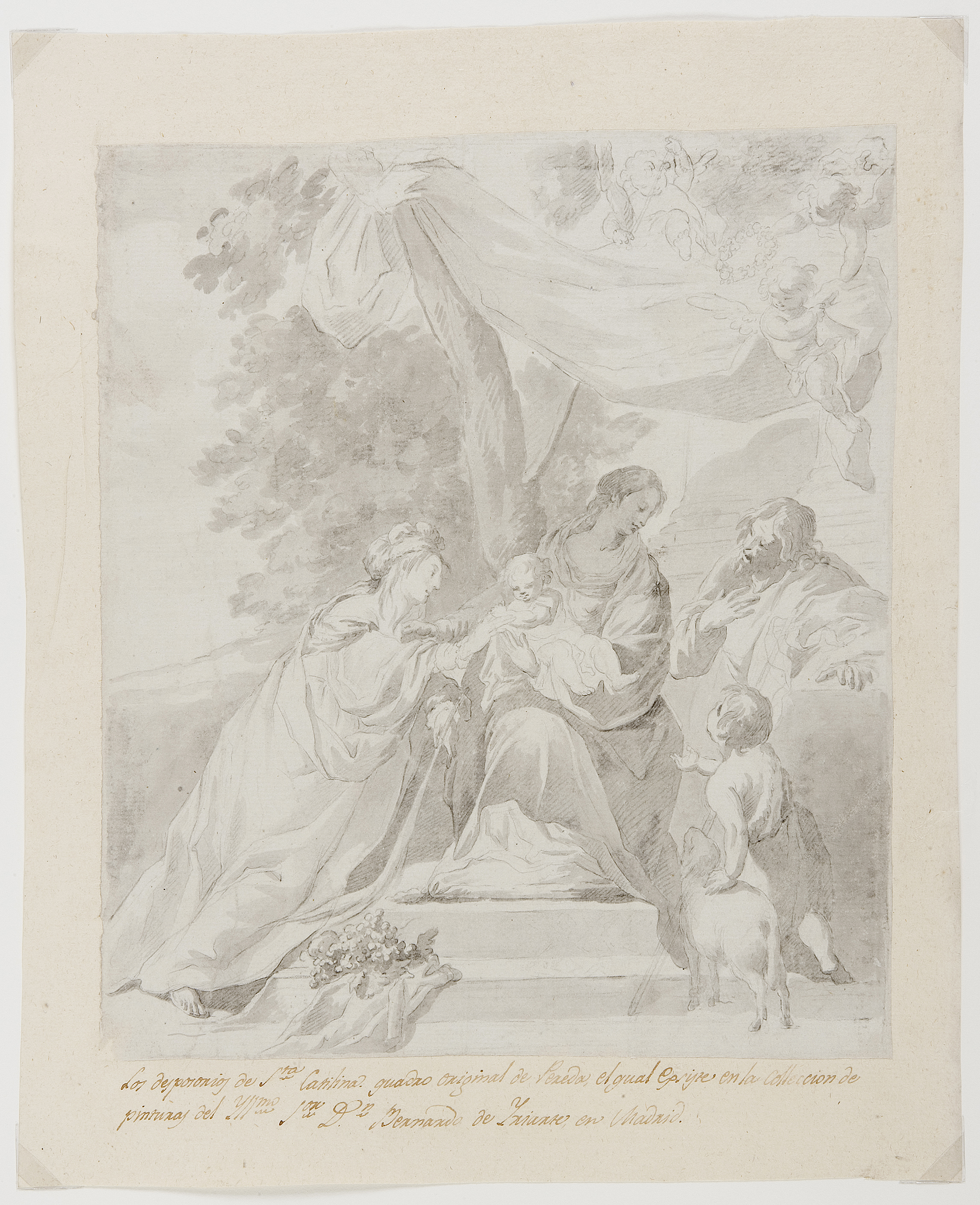
Desposorios místicos de santa Catalina (copia de Mateo Cerezo), dibujo a lápiz, pluma y aguada, 370 x 305 mm, Madrid, Museo del Prado.

De los trabajos que como pensionado en Madrid envió a la escuela de Barcelona como testimonio del progreso en sus estudios quedan algunos óleos y una colección de 35 dibujos adquirida por el Museo del Prado en 2008, copias en todos los casos de obras maestras, como La túnica de José de Velázquez, un Martirio de san Sebastián de Anton van Dyck o los Desposorios místicos de santa Catalina de Mateo Cerezo, con equivocada atribución a Antonio de Pereda.
En noviembre de 1799 fue admitido como académico supernumerario de la Real Academia de Bellas Artes de San Fernando. De regreso a Barcelona fue nombrado profesor de la Academia de Bellas Artes, pero un problema de salud le obligó a retirarse a Olot, donde murió en 1801, con 26 años.